# فروشگاه بزرگ (فیلم ۱۹۳۹)
فروشگاه بزرگ (انگلیسی: Department Store) یک فیلم کمدی به کارگردانی ماریو کامرینی است که در سال ۱۹۳۹ منتشر شد.

## بازیگران
- ویتوریو دسیکا
- آسیا نوریس
- لویزلا بگی
- آندره‌آ ککی
- نینو کریسمن
- جووانی فراری
- نیه‌تا زوکی
- جوزپه رینالدی
- آمینا پیرانی ماجی
- دینو د لائورنتیس
- اومبرتو ساکریپانته
- کارلو سیمونسکی
- لردانا
- دیا کریستیانی
- ویرجیلیو رینتو
- انریکو گلوری
- نینو مارکتی